# Sofía Morandi
Sofía Victoria Morandi (Neuquén, 15 de enero de 1997) es una actriz, bailarina, presentadora de televisión y personalidad de internet argentina. Fue ganadora del Cóndor de Plata a la mejor actriz en comedia por su papel en la serie Porno y helado (2022).
Inició su carrera publicando videos cómicos en la red social Instagram, lo que la llevó a debutar en televisión con el personaje de Abril en la serie infantojuvenil Heidi, bienvenida a casa (2017), emitida por Nickelodeon.
En 2018 ganó el certamen televisivo Bailando por un sueño junto a Julián Serrano. Posteriormente protagonizó las series Abejas, el arte del engaño (2021) y Porno y helado (2022).

## Biografía
Sofía Victoria Morandi nació el 15 de enero de 1997 en la ciudad de Neuquén. Desde temprana edad se interesó por la comedia musical, luego de ver a su madre actuar en una obra de su ciudad natal, donde Morandi se formó artísticamente en el Estudio Superior de Arte Escénico Claudia La Valle y finalizó su estudios secundarios en 2014.
En 2015, a la edad de 18 años se trasladó a Buenos Aires para continuar con sus estudios artísticos, por lo que inició clases de actuación, ballet, jazz, contemporáneo y flamenco. Ese mismo año, participó del Congreso Internacional de Musicales y Operas Rock que organizaba la cantante Valeria Lynch, donde se capacitó y audicionó junto a otros 500 aspirantes por una de las diez becas de estudio que se ofrecían. Morandi fue una de las ganadoras de las becas en el rubro de danza, por lo cual estuvo en un programa de formación de dos meses en la Universidad Point Park de Pittsburgh, en Estados Unidos.

## Carrera profesional

### 2015-2018: Éxito en Instagram y primeros trabajos

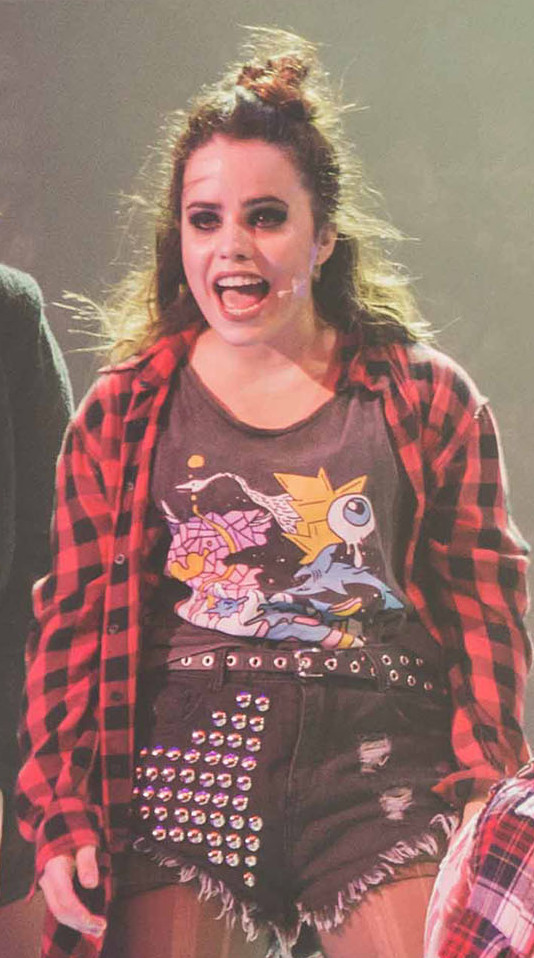
Morandi en una función de American Idiot (2017)

A mediados del 2015, Morandi comenzó a subir vídeos de pequeña duración en Instagram de género sketch a cerca de diversas situaciones cotidianas de la vida desde una perspectiva cómica, estos luego de tener apoyo de la instagramer y escritora argentina Magalí Tajes comenzaron a volverse virales en las distintas redes sociales, convirtiéndola a Morandi en una sensación de las redes sociales. En 2016, luego de la repercusión de sus vídeos y de contar con una cantidad inmensa de seguidores le valieron el galardón de Revelación Digital en los Kids' Choice Awards Argentina. En julio de ese mismo año, firmó contrato de exclusividad con la cadena de Nickelodeon para actuar en tira infantojuvenil Heidi, bienvenida a casa, la cual fue estrenada el 13 de marzo de 2017. Y también participó de la adaptación teatral de la serie en el Teatro Astral.
En 2017, luego de realizar una audición para el musical de American Idiot basado en el disco homónimo de la banda Green Day, obtuvo el papel de Heather, una joven que no quiere pasar el resto de su vida en los suburbios. El estreno del musical fue el 14 de agosto del mismo año en el Teatro Broadway. Ese mismo año, continuó recibiendo múltiples nominaciones a distintos premios como Los Más Clickeados, los Fans Awards y nuevamente a los Kids' Choice Awards Argentina por su labor en Instagram. A partir de noviembre, Morandi pasó a tener su propia serie web en la plataforma Ideame, una productora latina de financiamiento colectivo con la finalidad de llegar al sitio web de Youtube.
En 2018, Morandi apareció en la serie Kally's MashUp de Nickelodeon, interpretando el papel de Micaela Taribson. A la vez, fue nombrada como embajadora del nuevo producto móvil de Huawei, cuya campaña fue nombrada #BeYourSelfie. Ese año, participó del programa de televisión Bailando por un Sueño en su edición del año 2018, conjuntamente con el también actor Julián Serrano, los cuales ganaron el certamen de baile con un porcentaje del 50.86% ante el 49.14% obtenido por la actriz y cantante Jimena Barón, siendo así la pareja más joven en ganar el reality.

### Desde 2019: ascenso profesional y programa propio
A principios de 2019, Morandi participó de la serie web infantojuvenil Go! Vive a tu manera de Netflix, donde interpretó a Nina Canale una de las estudiantes becadas para asistir al colegio Saint Mary y formar parte de su taller artístico. Ese mismo año, Sofía junto a Julián Serrano son convocados por la productora LaFlia para conducir S.T.O. en América TV, marcando así su debut televisivo como conductores. A su vez, Morandi protagonizó el vídeo musical «El último romántico» del grupo musical argentino V-One, por el cual recibió una nominación a los premios Quiero en la categoría mejor participación en vídeo musical.
Nuevamente, es llamada para participar de la decimocuarta edición del Bailando por un sueño junto a su compañero Julián Serrano, para defender el título de campeones de la temporada anterior, sin embargo, quedó eliminada de la competencia mediante la votación telefónica, donde perdió contra la figura de televisión Charlotte Caniggia que obtuvo el 49.38% de los votos del público, mientras que Morandi obtuvo el 30.57%. En abril de 2019, se informó que Morandi protagonizaría junto a Franco Masini la obra musical El mago de Oz en el teatro Coliseo, donde interpretó a Dorothy Gale una joven que es arrastrada por un tornado y llega de esa manera a una tierra de fantasía. Seguidamente participó de la quinta edición del show Primeras damas del musical en el teatro Ópera; y a su vez fue nuevamente galardonada en los premios Los Más Clickeados.
En 2020, Sofía interpretó a Lauren en la comedia musical Kinky Boots en el teatro Astral, donde compartió cartel con Martín Bossi y Fernando Dente, siendo dirigidos por Ricky Pashkus. Ese mismo año, Morandi participó del reality Cantando por un sueño, en su quinta temporada y del cual quedó eliminada tras perder el voto telefónico con Micaela Viciconte. A principios del 2021, Morandi fue la encargada de prestar su voz para Fracachica, el personaje principal de la serie animada infantil Fracasitos emitida por Cartoon Network. Más tarde, protagonizó la serie web Abejas, el arte del engaño de Flow, donde interpretó a Trini, una joven víctima de acoso.
En 2022, Sofía protagonizó junto a Martín Piroyansky y Nachito Saralegui la serie cómica Porno y helado de Prime Video, en donde interpretó a Cecilia von Trap, una joven estafadora. Este papel le valió el premio Cóndor de Plata a la mejor actriz protagonista en comedia. Ese mismo año, se estrenó en Argentina la película animada infantil La gallina Turuleca, donde Morandi prestó su voz para el personaje de Lucía, una niña trapecista. A su vez, regresó a la obra teatral Kinky Boots repitiendo el papel de Lauren.A fines de noviembre del 2022, Morandi filmó la película 29 horas y media representando el rol de Fabiana Cantilo, siendo dirigida por Maximiliano Gutiérrez.
A mediados del 2023, Morandi se sumó como coconductora al programa de radio por streaming Soñé que volaba transmitido por el canal Olga, donde comparte pantalla junto a Miguel Granados y Julián Lucero. Después, protagonizó el musical Heathers, el musical como Heather Chandler en el teatro Ópera, siendo dirigida por Fernando Dente. A inicios del 2024, Morandi interpretó el papel de Marina en la comedia teatral Escape Room junto a Benjamín Rojas en el Multiteatro bajo la dirección de Nelson Valente. Más tarde, Morandi junto a Leticia Siciliani protagonizaron la película de comedia Las hermanas fantásticas dirigida por Fabiana Tiscornia, la cual se estrenó el 30 de agosto de 2024.

## Filmografía

### Cine
| Año  | Título                   | Papel           | Notas             |
| ---- | ------------------------ | --------------- | ----------------- |
| 2022 | La gallina Turuleca      | Lucía           | Doblaje argentino |
| 2024 | Las hermanas fantásticas | Jésica Di Pace  |                   |
| 2024 | Campamento con mamá      | Carla Pomiró    |                   |
| TBA  | 29 horas y media         | Fabiana Cantilo | Posproducción     |

### Televisión
| Año           | Título                            | Papel             | Notas           |
| ------------- | --------------------------------- | ----------------- | --------------- |
| 2017          | Heidi, bienvenida a casa          | Abril             |                 |
| 2018          | Kally's Mashup                    | Micaela Taribson  |                 |
| 2018          | Showmatch: Bailando 2018          | Participante      | Ganadora        |
| 2019          | Go! Vive a tu manera              | Nina Canale       |                 |
| 2019          | S.T.O.                            | Conductora        |                 |
| 2019          | Showmatch: Súper Bailando         | Participante      | 14.ta eliminada |
| 2019          | Showmatch: Genios de la Argentina | Jurado            | 2 programas     |
| 2020          | Cantando 2020                     | Participante      | 7.ma eliminada  |
| 2021          | Fracasitos                        | Fracachica        | Voz             |
| 2021          | Abejas, el arte del engaño        | Trinidad          |                 |
| 2022-presente | Porno y helado                    | Cecilia von Trapp |                 |
| 2022          | Canta conmigo ahora               | Jurado            | 2 programas     |

### Web
| Año       | Programa        | Papel        | Notas      |
| --------- | --------------- | ------------ | ---------- |
| 2019      | Amor propio     | Agustina     | Episodio 4 |
| 2023-2024 | Soñé que volaba | Coconductora |            |

### Videos musicales
| Año  | Video                 | Papel           | Artista |
| ---- | --------------------- | --------------- | ------- |
| 2019 | «El último romántico» | Interés amoroso | V-One   |

## Teatro
| Año        | Título                             | Papel            | Lugar           |
| ---------- | ---------------------------------- | ---------------- | --------------- |
| 2017       | Heidi, bienvenida a casa           | Abril            | Teatro Astral   |
| 2017       | American Idiot                     | Heather          | Teatro Broadway |
| 2019       | El mago de Oz                      | Dorothy Gale     | Teatro Coliseo  |
| 2019       | 10 minutos con Yeyé                | Yamila           | Microteatro     |
| 2019       | Primeras damas del musical, vol. 5 | Ella misma       | Teatro Ópera    |
| 2020, 2022 | Kinky Boots                        | Lauren           | Teatro Astral   |
| 2023       | Heathers, el musical               | Heather Chandler | Teatro Ópera    |
| 2024       | Escape Room                        | Marina           | Multiteatro     |

## Premios y nominaciones
| Año  | Organización                  | Categoría                                    | Trabajo               | Resultado | Ref(s) |
| ---- | ----------------------------- | -------------------------------------------- | --------------------- | --------- | ------ |
| 2016 | Kids' Choice Awards Argentina | Revelación digital                           | Ella misma            | Ganadora  | [ 35 ] |
| 2017 | Premios Notirey               | Revelación femenina en musical / performance | American Idiot        | Nominada  | [ 36 ] |
| 2017 | Kids' Choice Awards Argentina | Instagramer favorito                         | Ella misma            | Nominada  | [ 37 ] |
| 2017 | Premios Los Más Clickeados    | Instagramer del año                          | Ella misma            | Nominada  | [ 38 ] |
| 2017 | Fans Awards                   | Puro talento                                 | Ella misma            | Nominada  | [ 39 ] |
| 2017 | Premios Martín Fierro Digital | Mejor contenido humorístico                  | Ella misma            | Nominada  | [ 40 ] |
| 2018 | Kids' Choice Awards Argentina | Youtuber cómico favorito                     | Ella misma            | Nominada  | [ 41 ] |
| 2018 | Premios Los Más Clickeados    | Famosos con más rating en internet           | Ella misma            | Ganadora  | [ 42 ] |
| 2018 | Premios Martín Fierro Digital | Mejor contenido humorístico                  | Ella misma            | Nominada  | [ 43 ] |
| 2019 | Premios Quiero                | Mejor participación en video musical         | «El último romántico» | Nominada  | [ 44 ] |
| 2019 | Premios Los Más Clickeados    | Famosos con más rating en internet           | Ella misma            | Ganadora  | [ 45 ] |
| 2019 | Premios Martín Fierro Digital | Más interactivo en Instagram                 | Ella misma            | Nominada  | [ 46 ] |
| 2020 | Premios Hugo                  | Mejor actriz                                 | Kinky Boots           | Nominada  | [ 47 ] |
| 2020 | Premios Notirey               | Revelación en musical                        | Kinky Boots           | Ganadora  | [ 48 ] |
| 2020 | Premios People's Choice       | Influencer latino del año                    | Ella misma            | Nominada  | [ 49 ] |
| 2021 | Premios ACE                   | Mejor actriz en musical                      | Kinky Boots           | Nominada  | [ 50 ] |
| 2022 | Premios Cóndor de Plata       | Mejor actriz protagonista en comedia         | Porno y helado        | Ganadora  | [ 1 ]  |
| 2023 | Premios Hugo                  | Mejor actriz de reparto                      | Heathers, el musical  | Ganadora  | [ 51 ] |
| 2024 | Kids' Choice Awards México    | Celebridad argentina                         | Ella misma            | Nominada  | [ 52 ] |